# The Myths and Legends of King Arthur and the Knights of the Round Table
The Myths and Legends of King Arthur and the Knights of the Round Table — второй сольный студийный альбом английского клавишника и композитора Рика Уэйкмана, выпущенный в апреле 1975 года на лейбле A&M Records. 
В основу этого концептуального альбома положены истории и легенды о Короле Артуре и рыцарях Круглого стола.

## Об альбоме
Большая часть альбома была написана в период, когда двадцатипятилетний Уэйкман проходил реабилитацию после своего первого инфаркта в больнице Wexham Park Hospital.
После того как врач посоветовал полностью прекратить концертную деятельность, Уэйкман проигнорировал эту рекомендацию и в ту же ночь сочинил композицию «The Last Battle».
В 2016 году альбом был снова перезаписан, с участием как «старых» музыкантов, участвовавших в записи 1975 года, так и «новых». Альбом был значительно расширен и дополнен.

## Список композиций
Либретто и музыка полностью написаны Риком Уэйкманом.
Сторона А
1. «Arthur» — 7:26
2. «Lady of the Lake» — 0:45
3. «Guinevere» — 6:45
4. «Sir Lancelot and the Black Knight» — 5:20

Сторона Б
1. «Merlin the Magician» — 8:51
2. «Sir Galahad» — 5:51
3. «The Last Battle» (см. Битва при Бадонском Холме) — 9:41

### Версия 2016 года:[4]
1. The Choice of King (0:17)
2. King Arthur (7:30)
3. Morgan le Fay (7:20)
4. Lady of the Lake (0:47)
5. Arthur's Queen (0:36)
6. Guinevere (6:35)
7. Lancelot and The Black Knight (5:55)
8. Princess Elaine (6:39)
9. Camelot (5:51)
10. The King of Merlins (0:44)
11. A Wizard's Potion (0:36)
12. Merlin the Magician (7:38)
13. The Chalice (0:48)
14. The Holy Grail (6:50)
15. The Best Knight (0:43)
16. The Contest (0:33)
17. Sir Galahad (5:13)
18. Percival the Knight (9:30)
19. Excalibur (0:30)
20. The Last Battle (9:51)

## Участники записи
Музыканты
- Rick Wakeman — синтезаторы, клавишные, рояль
- Gary Pickford-Hopkins — вокал
- Ashley Holt — вокал
- Geoff Crampton — гитары
- Roger Newell — бас
- Barney James — ударные
- John Hodgson — перкуссия
- The English Chamber Choir

Другие
- Terry Taplin — повествование
- Guy Protheroe — хормейстер
- Paul Tregurtha — звукорежиссёр
- Jeremy Stenham — ассистент звукорежиссёра
- David Katz — orchestral co-ordination
- Wil Malone — оркестровка
- David Measham — дирижёр

### Версия 2016 года
- Rick Wakeman — пианино и клавишные

With:   
- Ashley Holt — вокал
- Tony Fernandez — ударные и перкуссия
- Dave Colquhoun — гитара и банджо
- Hayley Sanderson — вокал / Matt Pegg — бас-гитара
- Ian Lavender — чтец
- The Nottingham Festival Male Voice Choir — хор
- The English Chamber Choir — хор
- The Orion Orchestra — оркестр